# إعادة توطين أعالي القطب الشمالي
أُعيد توطين أعالي القطب الشمالي خلال الحرب الباردة في خمسينيات القرن العشرين، عندما نُقل 92 من الإنويت من قبل حكومة كندا في عهد رئيس الوزراء الليبرالي لويس سانت لوران إلى أعالي القطب الشمالي.
كانت إعادة التوطين مثيرة للجدل: من ناحية وُصفت أنها لفتة إنسانية لإنقاذ حياة السكان الأصليين الجائعين وتمكينهم من الاستمرار في أسلوب حياتهم الكفافي. ومن ناحية أخرى، يُقال إنها هجرة قسرية حرضت عليها الحكومة الفيدرالية لتأكيد سيادتها في أقصى الشمال باستخدام «ساريات علم بشرية»، في ضوء كل من الحرب الباردة والمطالبات الإقليمية المتنازع عليها في أرخبيل القطب الشمالي الكندي. أقر كلا الجانبين بأن الإنويت الذين أُعيد توطينهم لم يحصلوا على الدعم الكافي لمنع الحرمان الشديد الذي تعرضوا له خلال السنوات الأولى بعد الانتقال.

## التاريخ
في أغسطس 1953، نُقل سبع أو ثماني عائلات من إنوكوجواك، شمال كيبيك (المعروفة آنذاك باسم بورت هاريسون) إلى غريس فيورد على الطرف الجنوبي من جزيرة إليسمير وإلى ريزولوت في جزيرة كورنواليس. ضمت المجموعة عائلة الكاتب ماركوسي باتساوك. وُعدت العائلات، التي كانت تتلقى مدفوعات الرعاية الاجتماعية، بفرص أفضل للمعيشة والصيد في مجتمعات جديدة في أعالي القطب الشمالي. انضم إليهم ثلاث عائلات من المجتمع الشمالي لبوند إنلات (في الأقاليم الشمالية الغربية آنذاك، والتي أصبحت الآن جزءًا من نونافوت) التي كان الغرض منها تعليم الإنوكوجواك مهارات الإنويت للبقاء على قيد الحياة في أعالي القطب الشمالي. كانت طرق الاستقدام وأسباب إعادة التوطين موضع نزاع. ذكرت الحكومة أن العائلات المتطوعة وافقت على المشاركة في برنامج لتقليل مناطق الاكتظاظ السكاني المتصور وسوء الصيد في كيبيك الشمالية، لتقليل اعتمادهم على الرفاهية، واستئناف نمط حياة الكفاف. في المقابل، أفاد الإنويت أن عمليات إعادة التوطين كانت قسرية وكان الدافع وراء ذلك هو الرغبة في تعزيز السيادة الكندية في أرخبيل القطب الشمالي الكندي من خلال إنشاء مستوطنات في المنطقة. نُقل الإنويت على متن سفينة الحراسة سي جي إس سي دي هاو في القطب الشمالي الشرقي إلى مناطق في جزر كورنواليس وإليسمير (ريزولوت وجريس فيورد)، وكلاهما جزيرتان قاحلتان كبيرتان في الشمال القطبي. أثناء وجودهم على متن القارب، علمت العائلات أنهم لن يعيشوا معًا ولكنهم سيبقوا في ثلاثة مواقع منفصلة. كما نقلت الحكومة الكندية الإنويت لأنهم أرادوا تحقيق السيادة الكندية.
اقترح آلان آر ماركوس في إعادة التوطين في أعالي القطب الشمالي، أن نقل الإنويت لم يكن فقط بمثابة تجربة فحسب، بل كان بمثابة حل لمشكلة الإسكيمو. شددت الحكومة الفيدرالية على أن مشكلة الإسكيمو كانت مرتبطة بتردد الإنويت عن التخلي عن طرقهم البدوية في المناطق التي كان من المفترض أن تكون مكتظة بالسكان وذهبت إلى حد تقديم تقارير مفصلة عن مواسم الصيد السيئة، والمجاعة، داخل منطقة إينوكجواك كنتيجة لزيادة عدد السكان. 